# Izvorul Cărăușilor
Izvorul Cărăușilor este un monument al naturii de tip hidrologic în raionul Șoldănești, Republica Moldova. Este amplasat pe panta dreaptă a râulețului Cușmirca, în partea de sud a satului Climăuții de Jos. Ocupă o suprafață de 0,5 ha, sau 0,06 ha conform unor aprecieri recente. Obiectul este administrat de Primăria comunei Climăuții de Jos.

## Descriere

### Amenajare
Terenul pe care este amplasat izvorul este oarecum îngrijit. Construcția izvorului include pereți de piatră și acoperiș. Apa se scurge prin două țevi, una îndreptată spre un uluc de piatră și alta spre un uluc de lemn. În imediata apropiere se află o fântână, la fel din piatră și cu acoperiș, care găzduiește o instalație de pompare a apei, în prezent nefuncțională.

### Clasificare
Izvorul are apă rece, este oligomineral după gradul de mineralizare și descendent de terasă (apărut în preajma râulețului Cușmirca) din punct de vedere geologic. După compoziția chimică este un izvor cu apă hidrocarbonată–sodiu-calciu-magnezică (HCO3; Na –Ca – Mg).

## Proprietățile apei
Apa corespunde normelor apei potabile, nu are miros, este incoloră, neutră (pH 7,45) și nepoluată cu nitrați, concentrația acestora fiind de 34 mg/l, adică 68% din concentrația maxim admisă. Este slab sălcie cu mineralizare predominant bicarbonato-sulfatică/bicarbonatică.

## Diversitate faunistică
În preajma izvorului s-au depistat 28 de specii de insecte, clasificate după ordin în felul următor: 3 specii de Hemiptera, 4 de Orthoptera, 6 de Lepidoptera, 11 de Coleoptera și 4 de Hymenoptera. Două specii sunt incluse în Cartea Roșie a Republicii Moldova: viespea gigantică (Scolia maculata) și albina valgă (Xylocopa valga). În bazinele acvatice temporare viețuiesc trei specii de amfibieni: broasca râioasă verde (Bufo viridis), broasca de lac mare (Rana ridibunda) și broasca de lac mică (Rana lessonae).

## Statut de protecție
Izvorul este un obiect hidrologic de valoare națională, cu debit mare, de 85 l/min (sau 30 l/min, conform unei alte surse). Reprezintă o sursă de apă a locuitorilor unei mahalale din sat și asigură debitul râulețului Cușmirca.
Din 1998, conform Legii nr. 1538 privind fondul ariior naturale protejate de stat, izvorul are statut de monument al naturii. În anexele legii, se atestă că acesta aparținea Întreprinderii Agricole „Nistru”. Între timp, izvorul a trecut la balanța Primăriei comunei Climăuții de Jos.
Cele mai apropiate gospodării ale sătenilor se află la cca. 10 m. Tot în apropiere se află terenuri agricole, cultivate predominant cu porumb și pomi fructiferi. În zona de protecție cresc arbori solitari de salcie. Pentru ameliorarea situației ecologice se recomandă înverzirea terenului adiacent și instalarea unui panou informativ. Construcția izvorului necesită a fi îmbunătățită prin montarea unui uluc sau betonarea platformei de scurgere a apei.

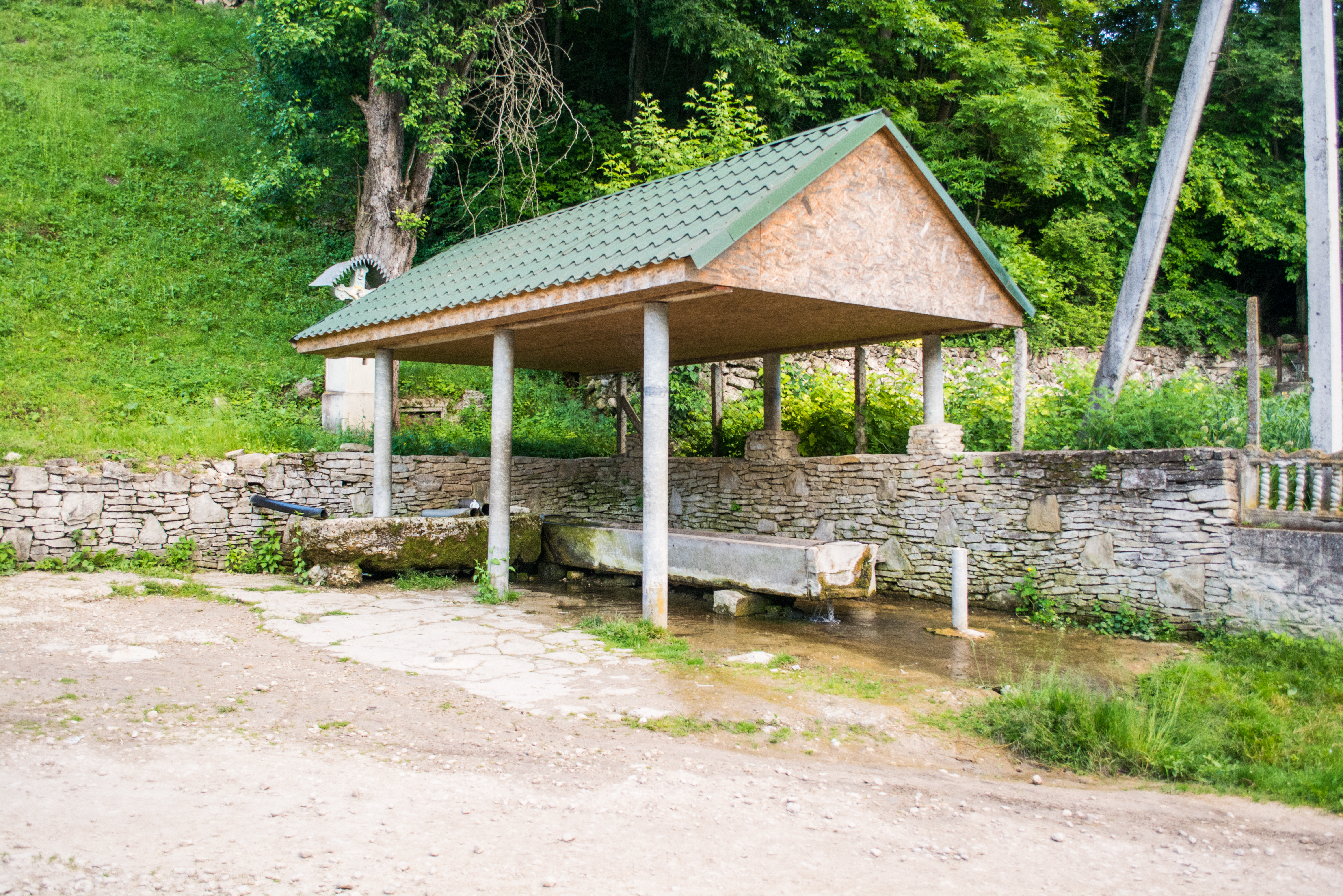
Vedere generală
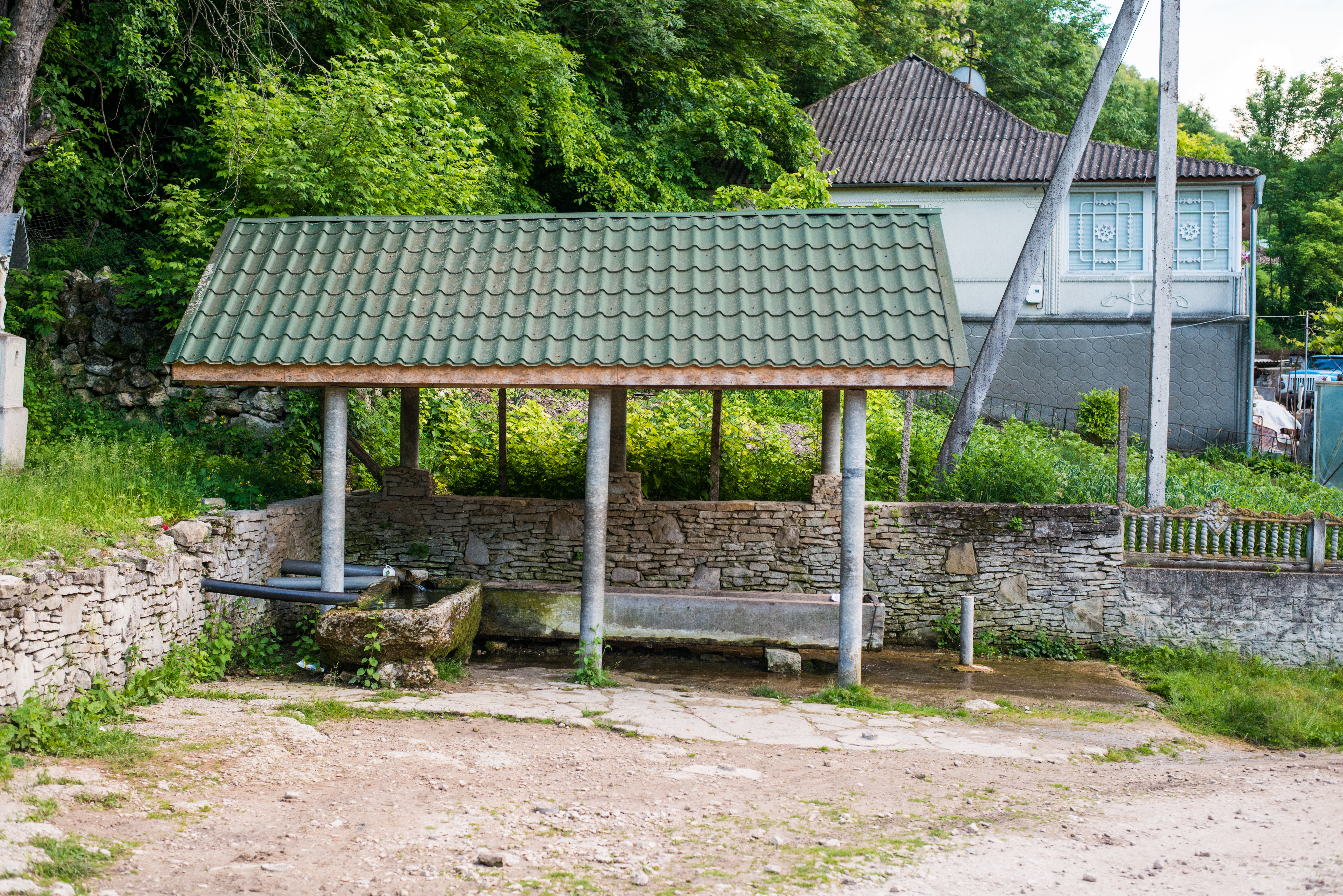
Vedere laterală
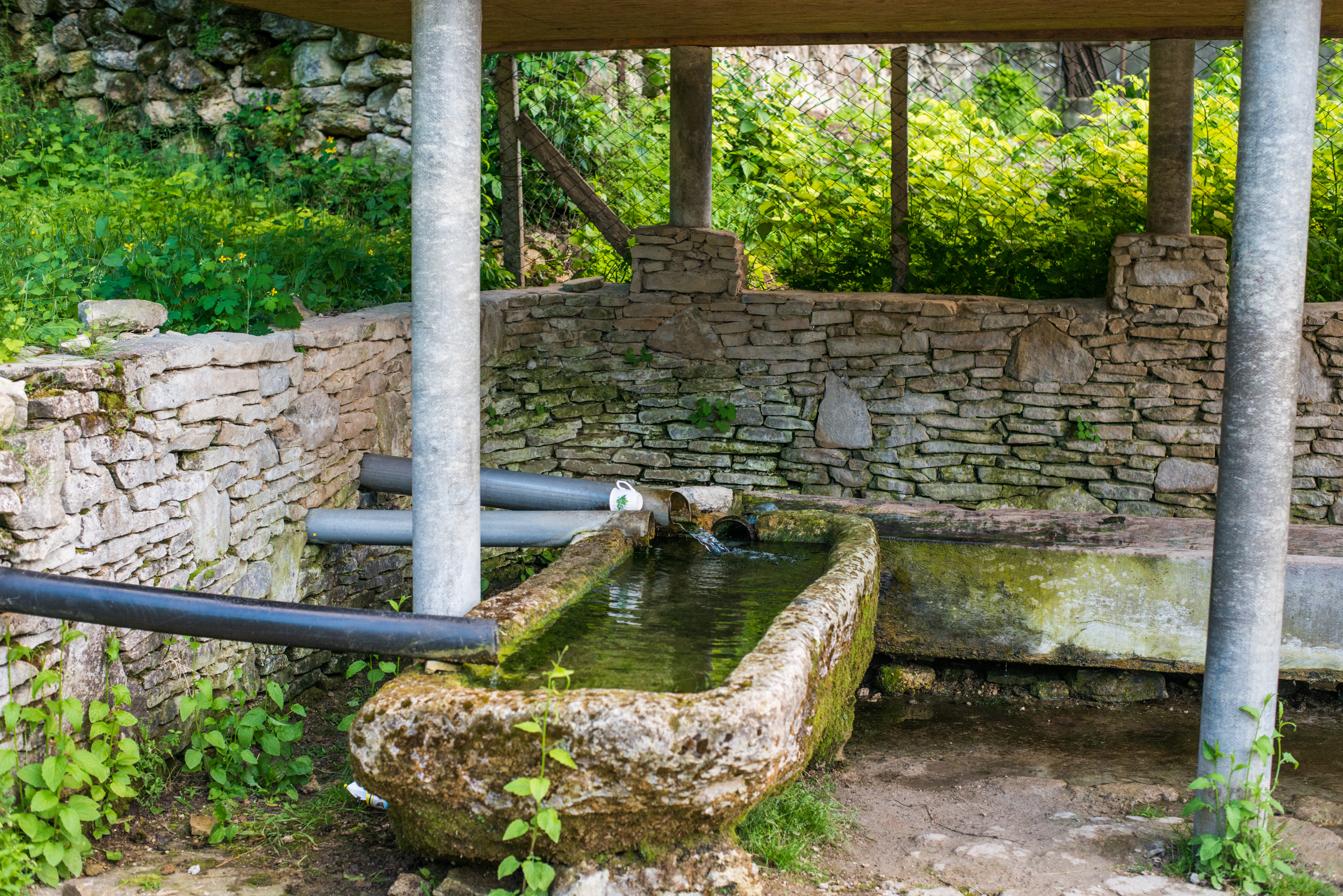
Ulucul de piatră
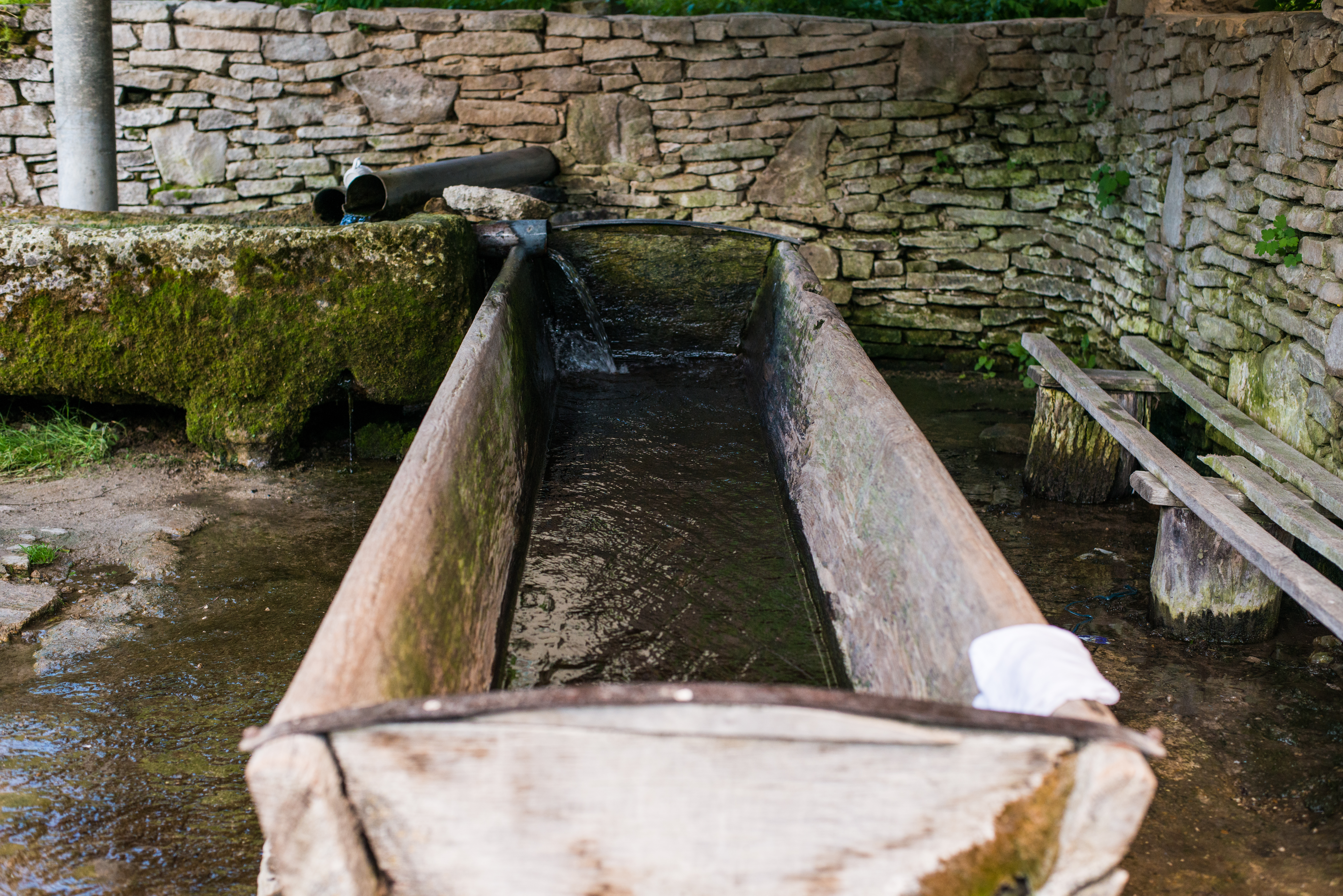
Ulucul de lemn